# 아리마 나오즈미
아리마 나오즈미(일본어: 有馬直純, 1586년 ~ 1641년 6월 3일)는 에도 시대 전기의 다이묘이다. 하루노부계 히젠 아리마 씨 제2대 당주.
히젠 히노에성에서 아리마 하루노부의 적남으로 태어났다.
| 전임 아리마 하루노부 | 제15대 히젠 아리마 씨 당주 1612년 ~ 1641년 | 후임 아리마 야스즈미 |

| 전임 아리마 하루노부 | 제2대 히노에 번 번주 (히젠 아리마가) 1612년 ~ 1614년 | 후임 막부령(마쓰쿠라 시게마사) |

| 전임 다카하시 모토타네 | 제1대 노베오카번 번주 (히젠 아리마가) 1614년 ~ 1641년 | 후임 아리마 야스즈미 |